# Copiano
Copiano ist eine norditalienische Gemeinde (comune) mit 1727 Einwohnern (Stand 31. Dezember 2023) in der Provinz Pavia in der Lombardei. Die Gemeinde liegt etwa 13 Kilometer ostnordöstlich von Pavia an der Olona.

## Geschichte
Ab dem 12. Jahrhundert stand hier eine Kapelle mit dem Ortsnamen Cupianum.

## Verkehr
Durch die Gemeinde führt die frühere Strada statale 235 di Orzinuovi (heute eine Provinzstraße) von Pavia nach Brescia.